# Phasia transita
Phasia transita är en tvåvingeart som först beskrevs av Townsend 1939.  Phasia transita ingår i släktet Phasia och familjen parasitflugor. Inga underarter finns listade i Catalogue of Life.